# Yumeji
«Yumeji» (夢路?) es el tercer sencillo de la cantante japonesa Tomiko Van como solista, lanzado el 22 de noviembre del año 2006 bajo el sello avex trax.
Este es el tercer sencillo de Tomiko Van tras "Senko", y alejándose algo del Rock de esa canción, con "Yumeji" se regresa nuevamente al género de las baladas, y es comparable a canciones incluidas dentro de "FAREWELL", el álbum debut de Ban. Este sencillo debúto en el puesto n.º 14 de las listas de Oricon, al igual que su sencillo anterior, y vendió en su primera semana poco más de 8 mil copias.

## Canciones

### CD
1. «Yumeji» (夢路?)
2. «labyrinth»
3. «Yumeji» (夢路?) (Instrumental)
4. «labyrinth» (Instrumental)

### DVD
1. «Yumeji» (夢路?)

- Datos: Q8061095